# Shui On Group

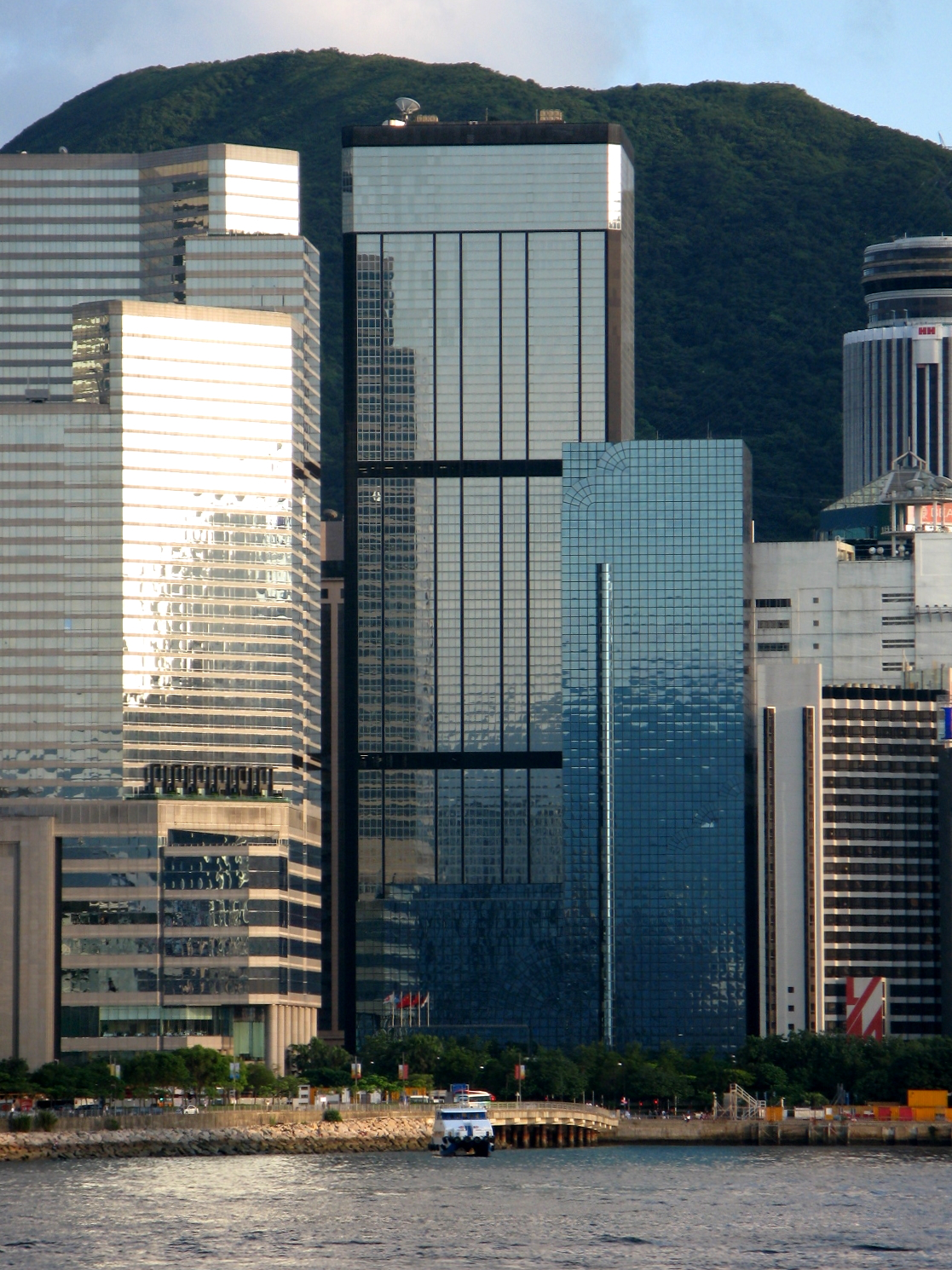
Штаб-квартира Shui On Group в Гонконге

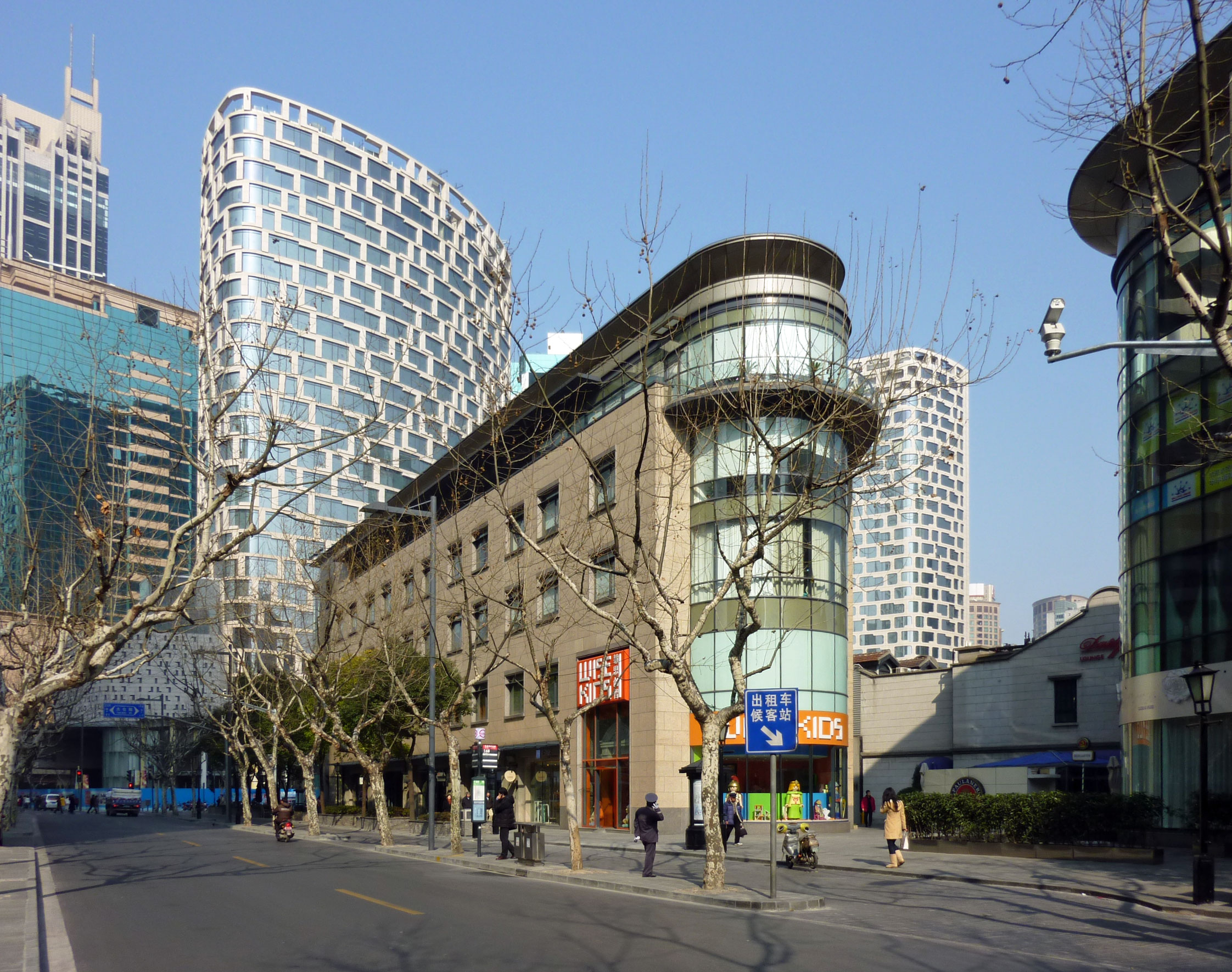
Район Синьтяньди в Шанхае

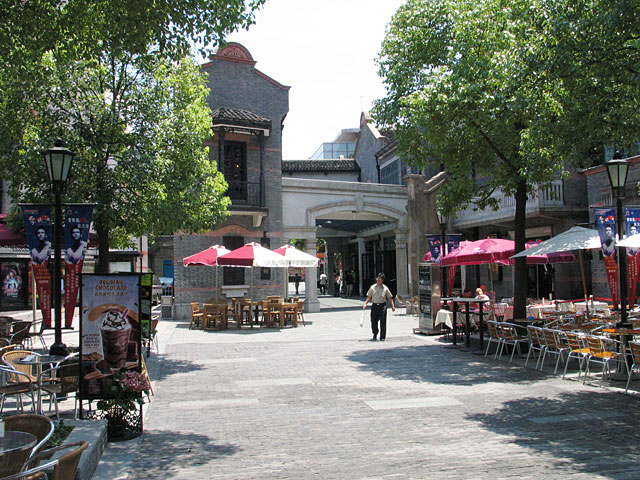
Район Синьтяньди в Шанхае

Shui On Group — базирующийся в Гонконге конгломерат, специализирующийся на недвижимости, строительстве и производстве стройматериалов (входит в тройку крупнейших цементных компаний Китая). Принадлежит миллиардеру Винсенту Ло. 

## История
В начале 70-х годов Винсент Ло, получив стартовый капитал от отца (гонконгского магната недвижимости), основал Shui On Group. В 1984 году он начал строительство отеля в Шанхае, и тогда же познакомился с будущим мэром города Хань Чжэном. В 1994 году Shui On Group купила свой первый цементный завод в Чунцине, положив начало направлению стройматериалов, в 1997 году дочерняя компания SOCAM Development вышла на Гонконгскую фондовую биржу. В 2004 году была основана компания Shui On Land (с 2006 года она котируется на Гонконгской фондовой бирже). 

## Структура

### Shui On Land
Основной актив Shui On Group; штаб-квартира компании расположена в Шанхае, а основные проекты — в Шанхае (крупнейший торгово-развлекательный район города Синьтяньди, жилой комплекс The Lakeville и офисный комплекс Corporate Avenue), Чунцине (International Land-Sea Center), Ухане (Riverview Plaza), Ханчжоу, Даляне и Фошане .

### Shui On Holdings
Крупный оператор недвижимости, активы которого (через дочернюю компанию Shui On Properties) расположены в Шанхае (торгово-офисный комплекс Shui On Plaza и отель Langham), Гуанчжоу (торгово-офисный и жилой комплекс The Centrepoint) и Гонконге (офисный комплекс Shui On Centre). 

### SOCAM Development
Крупный оператор недвижимости, застройщик и производитель стройматериалов. Основные объекты недвижимости (через дочерние компании Shui On China Central Properties и SOCAM Asset Management) расположены в Гонконге, Макао, Пекине, Даляне, Циндао и Чэнду.
В 2005 году компания создала совместное предприятие Lafarge Shui On Cement (в котором 55% акций принадлежало французской группе Lafarge, а 45% — SOCAM Development). Это предприятие является лидером на рынке цемента юго-западного Китая, имея сильное присутствие в Чунцине, Сычуане, Юньнане и Пекине. Кроме того, у SOCAM Development есть собственные цементные заводы в Гуйчжоу и Цзянсу.  